# Texture (applicazione)
Texture (precedentemente noto come Next Issue) è stata un'applicazione di aggregazione e raccolta di riviste digitali lanciata nel 2012 e attiva fino al 2019, quando è stata poi integrata all'interno di Apple News+.

## Descrizione
Il servizio ha una quota mensile di abbonamento che consente ai lettori di accedere a oltre 200 riviste, tra cui People, The New Yorker, Vanity Fair, National Geographic e Vogue. Un secondo livello a pagamento è disponibile anche con l'accesso ai settimanali. Next Issue Media (società che gestisce l'app e i relativi contenuti) è nata da una joint-venture tra Condé Nast, Hearst Magazines, Meredith Corporation, News Corp, Rogers Media e Time Inc. L'app è disponibili su iOS, Android e Windows.
Il 12 marzo 2018 Apple ha annunciato di aver firmato un accordo per l'acquisizione di Texture per una somma non rivelata. L'applicazione è stata definita come la "Netflix delle riviste". Nel 2015 i proprietari dell'app che fanno capo a società provate e a un consorzio di editori private equity KKR, ha investito circa 50 milioni i dollari nello sviluppo dell'applicazione.